# C++ Builder
C++ Builder er et programmeringsmiljø udviklet af softwarehuset Borland Software Corporation. Miljøet er bygget ligesom Delphi fra samme udvikler, men har i stedet grund i sproget C++, frem for Object Pascal.
| Software | Spire Denne artikel om software og programmering er en spire som bør udbygges. Du er velkommen til at hjælpe Wikipedia ved at udvide den. |